# 女殺油地獄
『女殺油地獄』（おんなころし あぶらのじごく）是近松門左衛門作的人形淨瑠璃。世話物。三段。享保6年（1721年），在大坂竹本座以人形淨瑠璃初演。一般說法是改編實際的事件，但是，事件本身的內容未詳。近年除了歌舞伎、文樂之外，也被電影化、電視劇化。

## 概要
- 上段：「德庵寺堤」
- 中段：「河內屋內」
- 下段：「豐島屋油店」「同逮夜」

大阪天滿的油屋河內屋德兵衛為人低調，繼子与兵衛卻是將店裡的錢用在新町遊女身上的放蕩者。母親阿澤和德兵衛為了懲罰与兵衛，和他斷絕關係，但是，德兵衛和阿澤不忍心，假同町內的油屋豐島屋之妻阿吉私下給与兵衛零用錢。与兵衛為金錢所困，於是假借繼父的名義向綿屋小兵衛借錢。到了期限，与兵衛卻還不出錢，就逃來請求阿吉協助，卻被拒絕。与兵衛最後殺害阿吉，奪取店內的錢。佯裝不知情的与兵衛列席阿吉的三十五日供養，因為天井的老鼠騷動，与兵衛在殺人現場擦拭阿吉的血的古証文掉落下來，因此當場被逮捕。

## 登場人物
河內屋与兵衛
本編的主人公。大坂元天滿町的油屋「河內屋」之次男。放蕩成性，因殺人的犯行，被捉到千日前的刑場。
豐島屋阿吉
河內屋的同業者「豐島屋」之妻，被与兵衛殺害。
河內屋德兵衛
与兵衛的繼父，河內屋店主。
河內屋阿澤
先代河內屋之妻，之後和德兵衛再婚。
河內屋太兵衛
与兵衛之兄。
河內屋おかち
与兵衛和太兵衛的異父妹，直到最後都相信与兵衛。
豐島屋七左衛門
阿吉之夫，豐島屋店主。
山本森右衛門
阿澤之兄，与兵衛的伯父，仕於高槻家家中・小栗八彌的武士。
小栗八彌
高槻家家臣。
小菊
与兵衛熟識的女郎。

## 關連項目
- 野崎觀音